# Tiergarten Nürnberg
De dierentuin van Neurenberg of Tiergarten Nürnberg is een dierentuin in de Duitse stad Neurenberg. De dierentuin is 67 hectare groot en is daarmee een van de grootste dierentuinen van Europa. De dierentuin heeft ongeveer 290 diersoorten, waaronder veel bedreigde diersoorten. De gehele dierentuin en de omliggende omgeving van Schmausenbuck maken deel uit van het Natura 2000-netwerk en zijn aangewezen als natuurgebied DE6532372, Tiergarten Nürnberg mit Schmausenbuck.

## Geschiedenis

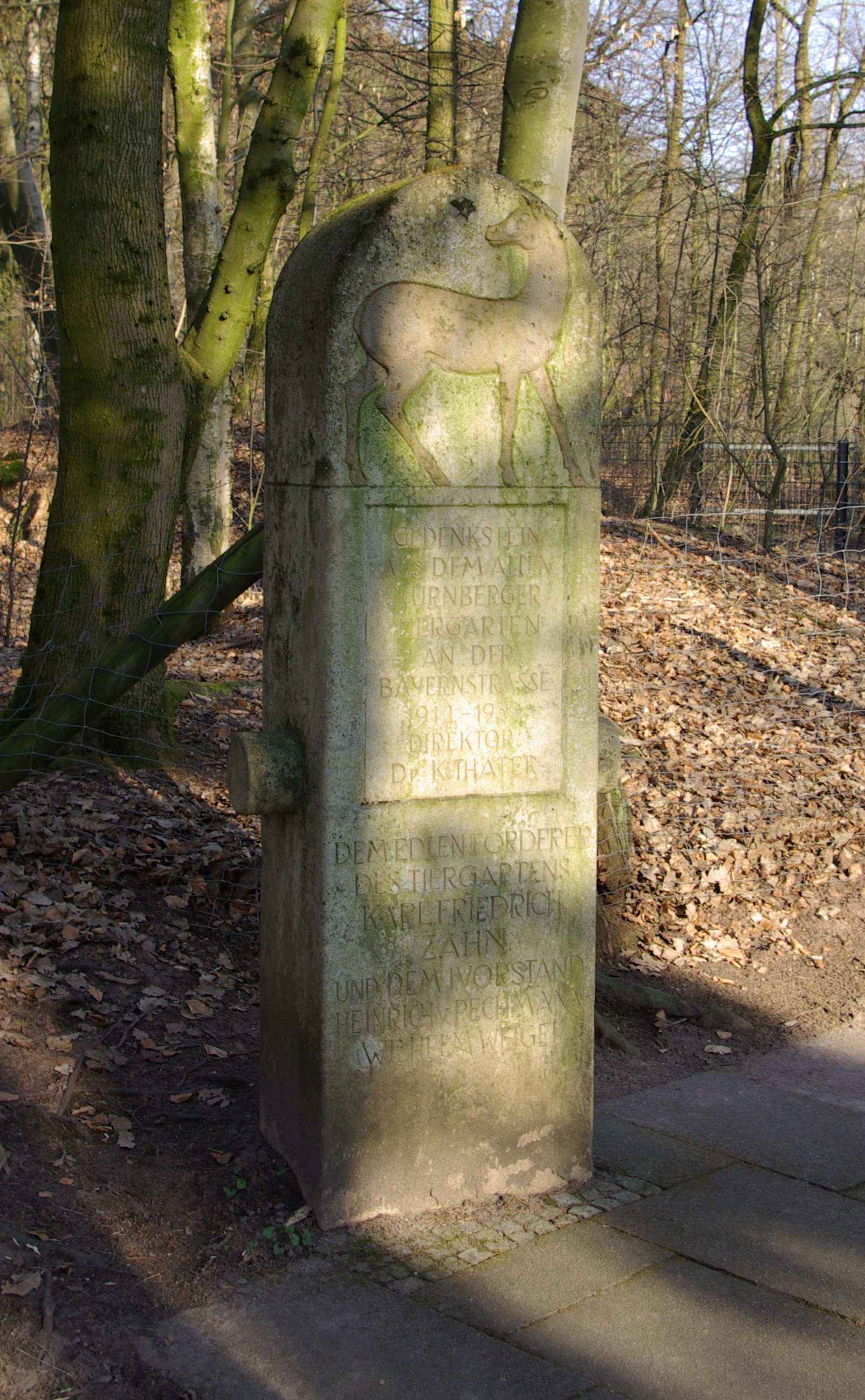
Een gedenksteen van de oude dierentuin

De dierentuin van Neurenberg werd in 1912 opgericht op het terrein van de voormalige landententoonstelling uit 1906. De dierentuin werd opgebouwd naar het voorbeeld van Tierpark Hagenbeck in Hamburg, met kunstmatige landschappen. Het park verwierf veel populariteit en had al in 1913 800.000 bezoekers. De dierentuin overleefde als een van de weinige dierentuinen de hyperinflatie en de grote depressie na de Eerste Wereldoorlog.
Na de overname door de NSDAP in 1934 kwam een einde aan de oorspronkelijke dierentuin. De dierentuin stond in de weg voor de geplande aanleg van de Reichsparteitagsgelände. De dierentuin werd verplaatst naar een heuvelachtig gebied in de buurt van Schmausenbuck en werd bijna 70 hectare groot. In februari 1939 werd de oude dierentuin gesloten en in mei 1939 werd de nieuwe dierentuin geopend met onder andere een apenhuis, wat in de loop der jaren veel is vernieuwd en vergroot met onder andere een 2000 m² groot gorilla verblijf, en een olifantenhuis, waar tegenwoordig twee neushoorns in wonen.
Tijdens de Tweede Wereldoorlog werden veel gebouwen en verblijven vernietigd door luchtaanvallen. Pas in de jaren 1950 was alles weer opgebouwd. In 1971 werd een dolfinarium gebouwd, wat naast die van Zoo Duisburg de enige is in Duitsland.
In 1990 werd het Naturkundehaus geopend, waar regelmatig lezingen en tentoonstellingen te zien zijn over de dierentuin. In 1992 werd Yaqu Pacha opgericht in de dierentuin voor het behoud van bedreigde en zeldzame waterdieren.
In het begin van de 21e eeuw groeide en vernieuwde het park veel en kwamen de bezoekersaantallen tot boven de 1 miljoen.

## Dieren

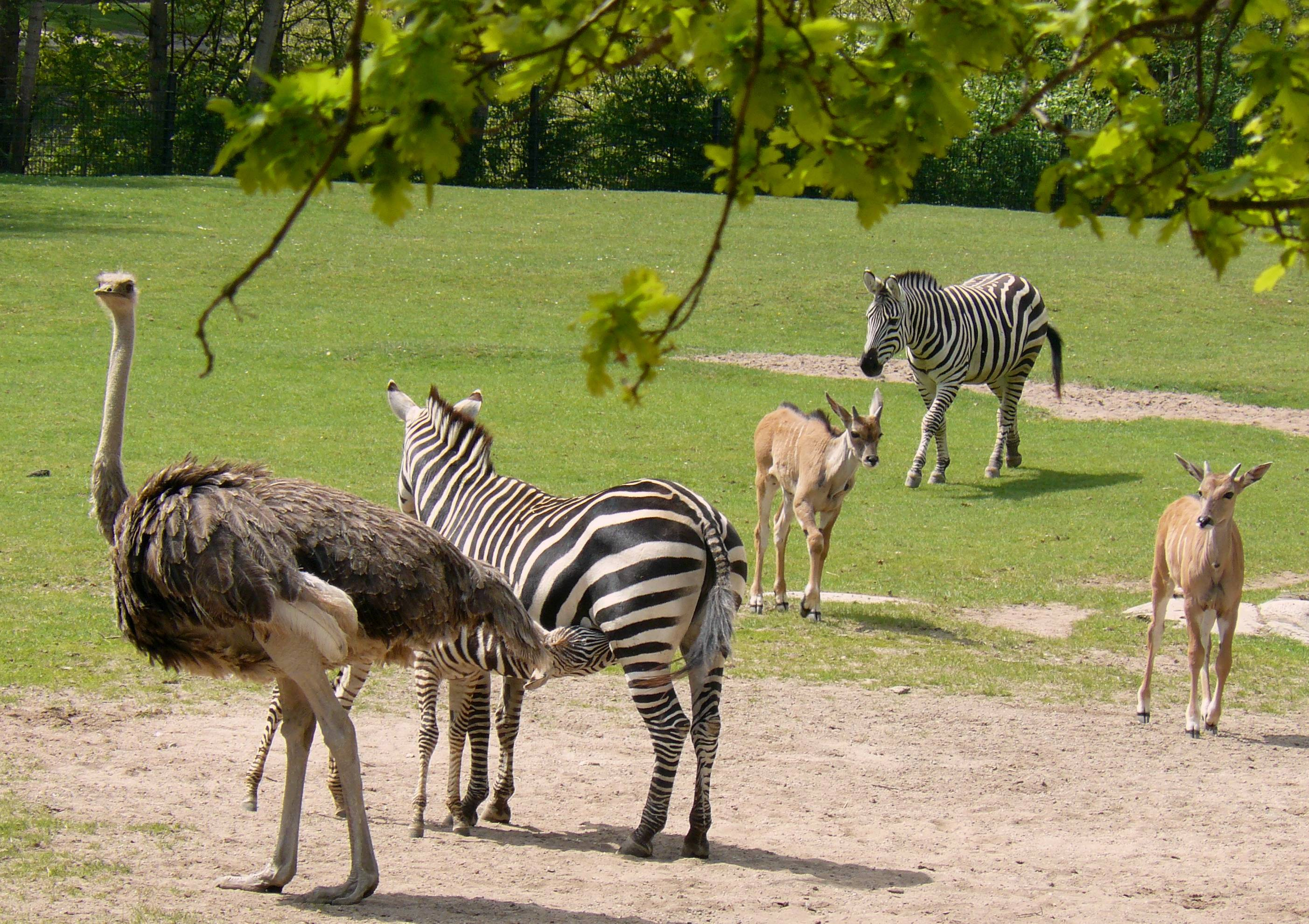
Savannevlakte

In Tiergarten Nürnberg leven ongeveer 3300 dieren, verdeeld over 290 verschillende soorten. Hieronder een overzicht van de enkele diersoorten die er leven in het park.

### Amfibieën
- Ameerega trivittata
- Epipedobates anthonyi
- Neurergus kaiseri
- Roodoogmakikikker
- Typhlonectes natans

### Geleedpotigen
Kakkerlakken
- Sissende kakkerlak

Rechtvleugeligen
- Tropidacris collaris

Schorpioenen
- Keizerschorpioen

Spinachtigen
- Brachypelma angustum
- Chileense vogelspin

Tienpotigen
- Calcinus laevimanus
- Pacifische poetsgarnaal

Vliesvleugeligen
- Acromyrmex ambiguus
- Atta sexdens

Vlinders
- Caligo eurilochus
- Heliconius cydno
- Heliconius ismenius
- Heliconius sara
- Monarchvlinder
- Morpho peleides
- Oranje passiebloemvlinder
- Papilio thoas
- Philaethria dido
- Prepona demophon
- Zebravlinder

Wandelende takken
- Extatosoma tiaratum
- Medauroidea extradentata
- Peruphasma schultei
- Phyllium giganteum

### Reptielen
Hagedissen
- Apothekersskink
- Fijileguaan
- Groene leguaan
- Kraaghagedis
- Madagaskardaggekko
- Panterkameleon
- Parelhagedis
- Pogona barbata
- Varanus pilbarensis

Krokodillen
- Brilkaaiman

Schildpadden
- Europese moerasschildpad
- Griekse landschildpad
- Kleine muskusschildpad
- Lettersierschildpad
- Klokschildpad
- Matamata
- Onechte landkaartschildpad
- Roodwangschildpad
- Terekayschildpad

Slangen
- Boa constrictor
- Dumerils Madagaskar-boa
- Ruitpython

### Vissen
Baarsachtigen
- Argusvis
- Blauwe mandarijnpitvis
- Centropyge loriculus
- Centropyge tibicen
- Centropyge vroliki
- Chromis caerulea
- Chrysiptera parasema
- Cyprichromis leptosoma
- Driebandanemoonvis
- Gele zeilvindoktersvis
- Gewone poetslipvis
- Gobiodon okinawae
- Halichoeres chrysus
- Julidochromis marlieri
- Julidochromis ornatus
- Kersenbuik
- Koekopvis
- Neocirrhites armatus
- Neolamprologus brevis
- Neolamprologus leleupi
- Neolamprologus pulcher
- Oogvlekrifwachter
- Pholidichthys leucotaenia
- Picassotrekkervis
- Pincetvis
- Pseudocheilinus hexataenia
- Pterapogon kauderni
- Rode anemoonvis
- Salarias fasciatus
- Synchiropus picturatus
- Toxotes jaculatrix
- Tropheus moorii
- Vuurpijlvis
- Zebrasoma velifer
- Zilverbladvis

Karperachtigen
- Chinese danio

Karperzalmachtigen
- Gestreepte kopstaander
- Koperzalm
- Mexicaanse tetra
- Roodkopzalm
- Zwarte pacu

Kogelvisachtigen
- Luipaardtrekkervis

Kornaarvisachtigen
- Melanotaeniidae

Meervalachtigen
- Afrikaanse rugzwemmer
- Ariopsis seemanni
- Borstelneus
- Corydoras sterbai
- Lithodoras dorsalis
- Pangasianodon hypophthalmus
- Platydoras costatus
- Sorubim lima
- Sturisoma aureum

Palingachtigen
- Gymnothorax tile

Schorpioenvisachtigen
- Gestreepte dwergkoraalduivel
- Pterois radiata
- Steenvissen

Tandkarpers
- Guppy
- Lamprichthys tanganicanus

Zeenaaldachtigen
- Zeepaardjes

### Vogels
Bucerotiformes
- Roodsnaveltok

Duifachtigen
- Peruaanse steenduif

Flamingo's
- Chileense flamingo
- (Gewone) flamingo
- Rode flamingo

Hoendervogels
- Bankivahoen
- Kip
- Steenpatrijs

Kasuarissen en emoes
- Emoe

Kraanvogelachtigen
- Chinese kraanvogel
- Grijze kroonkraan
- Stanleys kraanvogel
- Witnekkraanvogel

Otidiformes
- Koritrap

Papegaaiachtigen
- Hyacinthara

Roeipotigen
- Blauwe reiger
- Heremietibis
- Koereiger
- Kroeskoppelikaan
- Ooievaar
- Roze pelikaan

Roofvogels
- Amerikaanse zeearend
- Andescondor
- Harpij
- Lammergier
- Laplanduil
- Oeraluil
- Sneeuwuil
- Stellers zeearend

Steltloperachtigen
- Kokmeeuw

Struthioniformes
- Struisvogel

Watervogels
- Aalscholver
- Argentijnse slobeend
- Brilduiker
- Dodaars
- Grote Canadese gans
- Humboldtpinguïn
- Indische gans
- Krooneend
- Kuifeend
- Kuifhoenderkoet
- Lepelaar
- Meerkoet
- Rosse stekelstaart
- Tafeleend
- Waterhoen
- Wilde eend

Zangvogels
- Blauwe suikervogel
- Indische blauwrug
- Roodoorbuulbuul
- Shamalijster
- Turkooistangare
- Violette organist

### Zoogdieren
Evenhoevigen
- Addax
- Alpaca
- Alpensteenbok
- Bentheimer zwijn
- Bizon
- Chinese muntjak
- Dybowski-hert
- Elandantilope
- Geelrugduiker
- Guanaco
- Indische antilope
- Kafferbuffel
- Kameel
- Kropgazelle
- Manenschaap
- Nijlgau
- Penseelzwijn
- Prins-Alfredhert
- Rendier
- Rode duiker
- Rouge de Roussillon
- Schotse hooglander
- Somalische giraffe
- Takin
- Wapiti
- West-Afrikaanse dwerggeit
- Wisent
- Zeboe

Klimbuideldieren
- Grijze reuzenkangoeroe

Knaagdieren
- Braziliaanse cavia
- Degoe
- Goudhaas
- Konijn
- Siesel

Onevenhoevigen
- Ezel
- Grévyzebra
- Indische neushoorn
- Indische tapir
- Kulan
- Laaglandtapir
- Przewalskipaard
- Shetlandpony
- Steppezebra

Primaten
- Berberaap
- Boliviaans doodshoofdaapje
- Bruine baviaan
- Bruine maki
- Dwergzijdeaapje
- Westelijke laaglandgorilla
- Witgezichtsaki
- Withandgibbon

Roofdieren
- Californische zeeleeuw
- Euraziatische lynx
- Gewone zeehond
- Jachtluipaard
- Kleine panda
- Maleise bonte marter
- Manenwolf
- Otter
- Perzische leeuw
- Siberische tijger
- Sneeuwpanter
- Stokstaartje
- Vissende kat
- Vosmangoest
- IJsbeer

'Vleermuizen
- Kleine langtongvleermuis

'Walvisachtigen
- Tuimelaar

'Zeekoeien
- Caribische lamantijn

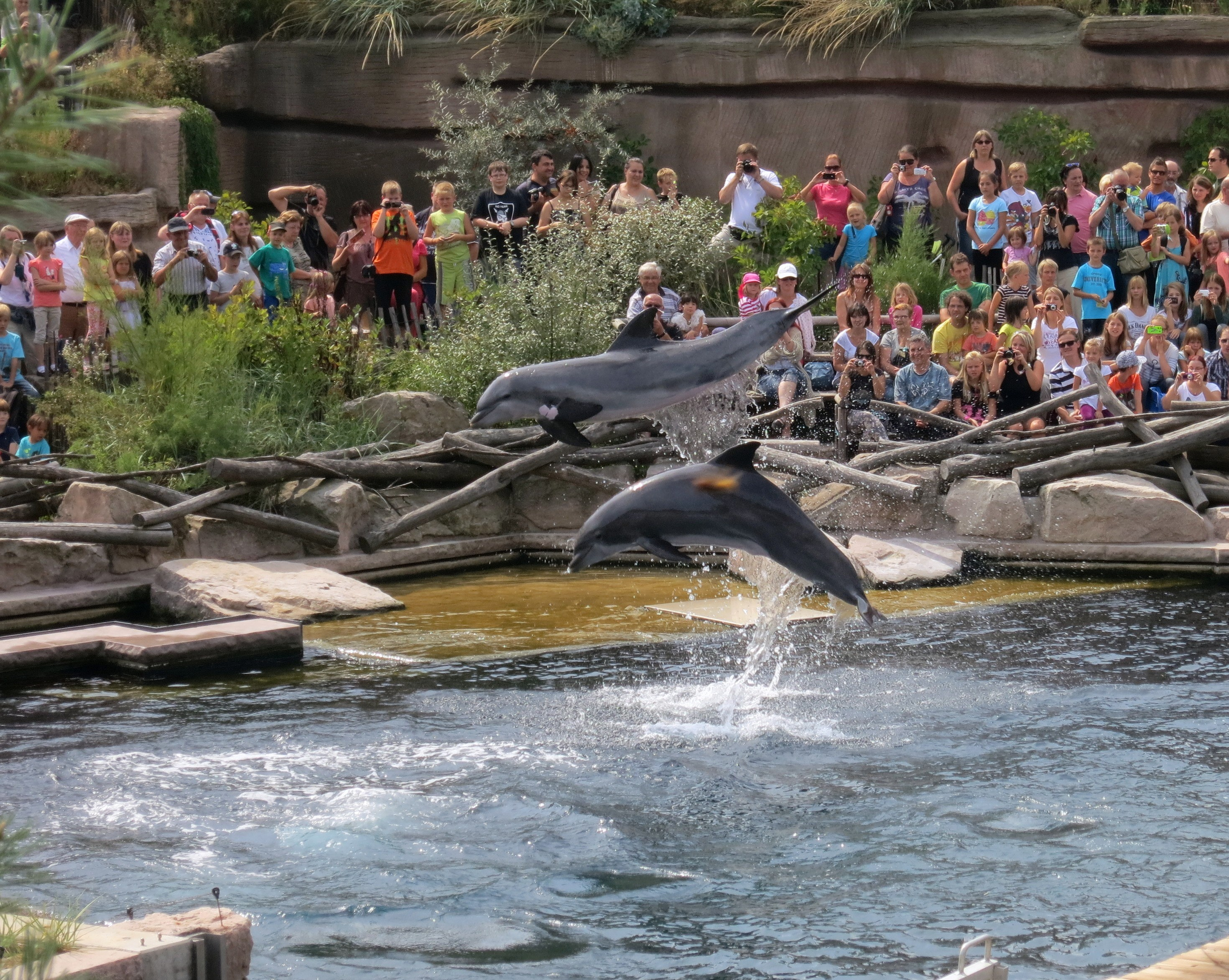
Tuimelaars in de Dolfijnlagune
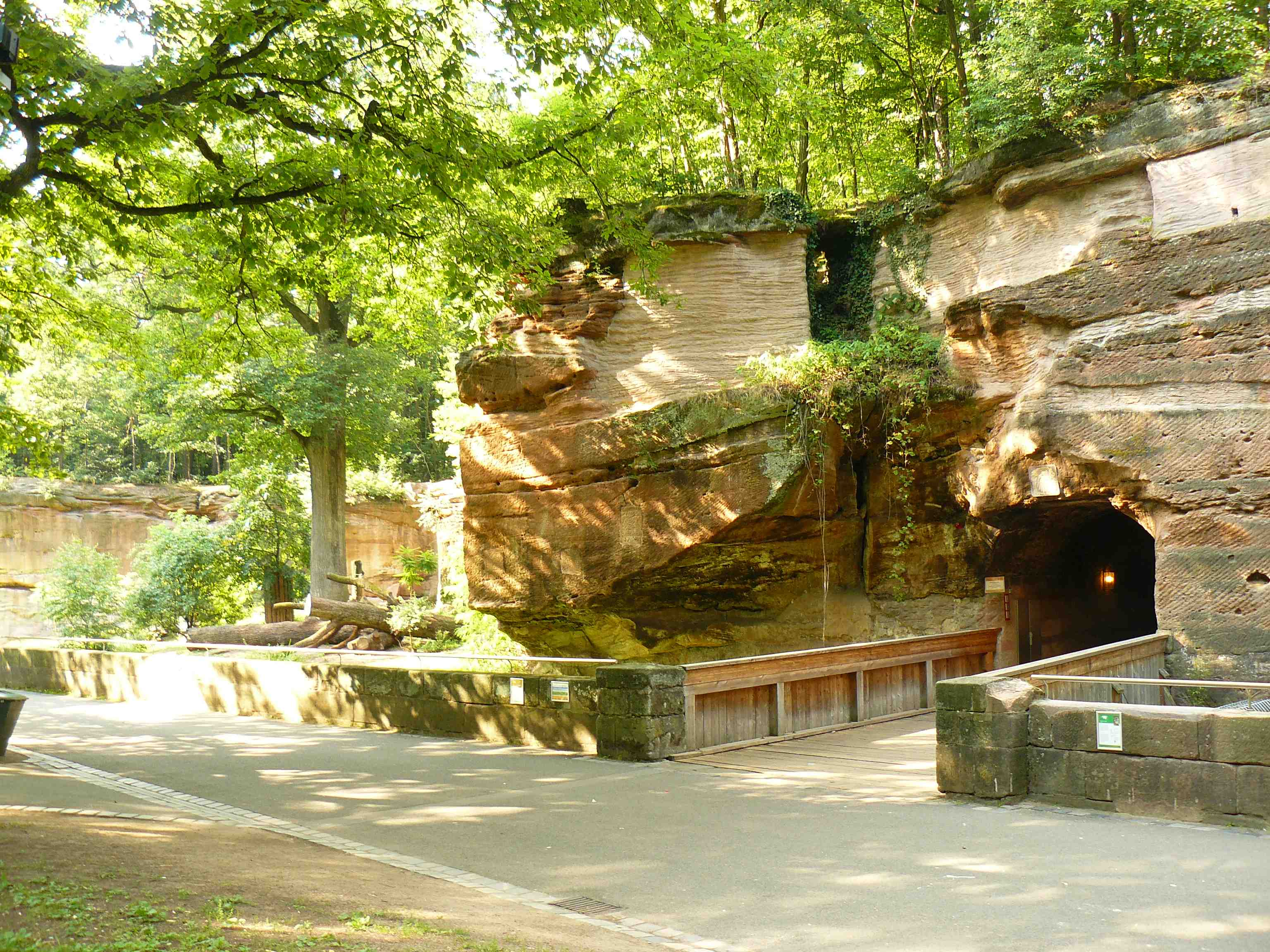
Het kattenhuis

## Fokprogramma's
Het park neemt deel aan meerdere internationale fokprogramma's en coördineert en beheert de EEP-stamboeken voor de harpij, Indische tapir, de gouden babiroesa, de Caribische lamantijn en voor een van de ondersoorten van de tuimelaar.